# I'll Walk Beside You
I'll Walk Beside You é um filme de drama produzido no Reino Unido em 1943, dirigido por Maclean Rogers e com atuações de Richard Bird, Lesley Brook e Percy Marmont.